# Golucho
Golucho Mayo Lopez, conocido como Golucho, (n. 1949 en Madrid) es un pintor y poeta español. Pintor inconformista y muy difícil de clasificar, cuyas obras denotan una gran personalidad.
Aprendió pintura de forma autodidacta estudiando la colección pictórica del Museo del Prado y del Casón del Buen Retiro.
Desde mayo de 1968 hasta 1973 fijó su residencia en París, donde vivió la bohemia: "Más que por la calidad artística, por el modelo de vida, el modelo bohemio a mí me interesa mucho..." Tras estos cinco años de ausencia por la península, volvió con el fin de explorar las relaciones expresivas del realismo, iniciando junto a pintores como Andrés García Ibáñez y Dino Valls la nueva figuración española o nuevo realismo.
Junto a estos dos pintores, Antonio López y Noé Serrano entre otros, han creado el manifiesto contemporáneo La Gallina Ciega donde se analizan los criterios de estética y valor del arte contemporáneo así como se reclama una vuelta al arte de calidad intelectual sin que ello lleve al desprecio de los procesos artesanales en el arte. En palabras del pintor: "La pintura, el dibujo, necesita manos, si no tienes manos no la haces. El pintor tiene que tener una calidad de oficio, de artesano "
La obra de este pintor se ha expuesto en ciudades como París, Bruselas, Filadelfia y Nueva York y, desde que ganó en el 2007 el II Concurso de Pintura y Escultura Figurativas con la obra Retrato de Insomnios, se ha podido disfrutar de su obra también en ciudades españolas como Barcelona, Córdoba, Melilla, Almería y Alicante.
Residente en la actualidad en la ciudad alicantina de Alcoy, el pintor también poeta, continua elaborando su personal manifiesto artístico a través del nuevo realismo.

## Reflexiones del pintor
La obra de Golucho se enmarca en las corrientes del nuevo realismo. Gusta de representar la figura humana, en sus pinturas los matices de color armonizan de forma coherente con recursos técnicos como las aguadas, la superposición de capas o los rasgados en el soporte. 
Se destaca su acabada técnica como pintor y dibujante. Golucho se inscribe en la tradición clásica de España y el claroscuro. Sus obras, son por lo general personajes anónimos desgarrados y desheredados representados en retratos de tono realista, extremadamente minucioso, exaltando su individualidad.
Palabras de Golucho: "Lo que realmente hay bueno en un cuadro nunca esta pintado", "El que no ve la belleza está condenado a destruirla. La belleza no es lo que creen aquellos para quien no es algo vital. El que no la ve no la echa en falta y la confunde. El que no la ve la destruirá sin llegar a saber lo que es.”
"El problema que tiene el realismo es que todo el mundo cree comprenderlo. Se piensa ante un cuadro realista que su cometido es la mera representación de lo cotidiano. La ventaja que tiene la abstracción es que la gente se vuelve humilde y dice "no lo entiendo" y esa forma de no descubrir ese cuadro les sitúa más cerca del testimonio de dicha obra. Pero cuando se trata de "comprender" rápidamente la pintura, ahí está el realismo. La conclusión es que el espectador resbala sobre la superficie de lo representado y dicha obra puede quedar en la mera apariencia y en la habilidad técnica."

## Obra
Obras de 1990 
Colchón atado
La urna
Desnudo con careta
Janinne
Alma durmiendo
Amanda
Paisaje inventado de Gorga
Desnudo en el caballete
Marie
Haris
Irene
Amaya
Manos II
1998 – Culo
1998 – Xumé (lápiz 102 x 103 cm)
1999 – Alma en el estudio (lápiz 110 x 109,5 cm)
1999 – Jesulín (lápiz 167 x 102 cm)
1999 – Rostro de Paco (lápiz 117 x 147 cm)
2001 – Lara rojo 1 (óleo sobre tabla 103x106 cm)
2001 – Hombre sin título (mixta 152 x 45 cm)
2002 – Lara rojo 1 (óleo sobre tabla 103x106 cm)
2002 – Pepet (lápiz 85 x 48 cm)
2002 – Hombre sin nombre (lápiz y acrílico 115 x 79 cm)
2002 – Manos (lápiz 87 x 192 cm)
2002 – Rojo 2 (óleo sobre tabla 70 x 50 cm)
2002 – Un lugar inacabado (óleo sobre tabla 70 x 50 cm)
2002 – Rojo IV (óleo sobre tabla 157,5 x 97,5 cm)
2003 – Alicia madre (lápiz 110 x 85 cm)
2003 – Rojo 3 Irene (óleo sobre tabla 150 x 70 cm)
2003 – Inacabado (óleo sobre tabla 150 x 150 cm)
2003 – Desnudo de espalda (lápiz 79 x 177 cm)
2003 – La abuela de Gabriela (lápiz 110 x 85 cm)
2004 – El mundo de Alicia (óleo sobre tabla, 81 x 73cm)
2004 – Melón francés (óleo sobre tabla, 34 x 37cm)
2004 – Lara (lápiz 70 x 50 cm)
2004 – Alicia madre (mixta 280 x 150 cm)
2004 – Cuatro poses (mixta 280 x 150 cm)
2004 – Alicia madre en el estudio (óleo sobre tabla 98 x 71 cm)
2004 – Mujer III (lápiz 77 x 198 cm)
2006 – Retrato de insomnios (lápiz 104 x 140 cm)
2006 – Soledad del límite (lápiz 189 x 60 cm)
2006 – Alma vuelve hacia la sombra (óleo sobre tabla, 98 x 98cm)
2007 – Alicia Rosana (óleo sobre tabla 42 x 33 cm)
2007 – Emilia (óleo sobre tabla 52 x 120 cm)
2007 – Retrato desde la penumbra (mixta 149 x 198,5 cm)
2007 – Díptico (mixta 80 x 190 cm)
2008 – Luminta (óleo sobre tabla 29,5 x 24,2 cm)
2008 – Alma dormitando (óleo sobre tabla 81 x 120 cm)
2008 – Dibujo número 1 y 2 (mixta 190 x 160 cm)
2009 – Ana (óleo sobre tabla 30 x 30 cm)
2009 – El pasillo (óleo sobre tabla 87 x 110 cm)
2009 – Objetos (óleo sobre tabla 78 x 90 cm)
2009 – La Cañada verano del 85 (óleo sobre tabla)
2009 – Mariantonia